# Per Adolf Tamm
Per Adolf Tamm, född Tham den 2 januari 1774 i Göteborg, död den 24 juli 1856 på Österby bruk, var en svensk friherre, politiker och bergsbruksidkare.

## Biografi

### Tidiga år
Per Adolf Tamm var son till direktören vid Svenska Ostindiska kompaniet, Gustaf Tham och Cristina Maria Grill. Han föddes med namnet Tham och tillhörde ätten med samma namn, därmed ättling till Sebastian Tham.

### Utbildning
Tamm utbildades till en början i hemmet innan han kom att studera i Uppsala – vid 13 års ålder – åren 1787–90. Under hela 1790-talet läste han kemi, fysik och lanthushållning vid Uppsala universitet.

## Karriär
Tamm deltog som kornett i finska kriget 1790, där han utmärkte sig i flera sjödrabbningar. Han belönades med Svensksundsmedaljen i guld och utnämndes 1792 till löjtnant vid Livregementets kyrassiärkår.
Tamms moster, änkefru Anna Johanna Grill, skänkte honom en femtedel av det stora Österbybruk (intill Dannemora gruvor, knappt 5 mil norr om Uppsala) med uppdrag att förvalta hela egendomen. Så småningom förvärvade han även resterande delar av bruket samt Strömbacka med flera bruk i Hälsingland och blev en av Sveriges rikaste män. Han förbättrade bergsbruket och utvecklade lanthushållningen i sin hemort, och gjorde sig även känd för välgörenhet och mecenatskap. 1802 stod han dessutom som ensam ägare av Österbybruk, vilket ägdes av släkten till 1916.
Tamm avsade sig adelskapet vid riksdagen i Norrköping 1800, och kom därefter att ändra sitt namn till Tamm. År 1826 mottog han nytt sköldebrev av Karl XIV Johan, då han bibehöll det antagna namnet Tamm, och upphöjdes 1843 till friherre. Han deltog nu åter i riddarhusets förhandlingar och var vid 1834–35 års riksdag ledamot av statsutskottet. Sedan 1812 var han ledamot och sedan 1848 hedersledamot av Lantbruksakademien, sedan 1824 av Vetenskapsakademien och sedan 1846 av Akademien för de fria konsterna. År 1849 kallades han till hedersledamot av Vetenskaps-Societeten i Uppsala.
Tamm gifte sig 1802 med sin kusindotter Anna Margareta Grill. Hon avled dock kort efteråt i vad som tros vara sviterna av ett missfall. År 1804 gifte han sig med Johanna Charlotta Ehrenbill som även blev mor till hans barn.

## Tammstriden
Tamm bevistade den stormiga riksdagen i Norrköping 1800, sällade sig där till oppositionsgruppen bland den yngre adeln och var en av de fem som den 29 maj avsade sig adelskapet. Han ändrade samtidigt sitt efternamn från Tham till Tamm. Detta förtörnade i hög grad Gustav IV Adolf, som lät avskeda Tamm från Livregementet. Striden om namnet, och adelsvärdigheten drevs sedan av hans ättlingar inpå 2000-talet. Först år 2004, vid adelsmötet, fastslogs det att de icke-friherrliga medlemmarna ska tillhöra ätten Tham.

## Utmärkelser
- Kommendör med stora korset av Kungl. Vasaorden, 31 augusti 1829.[9]
- Kommendör av Kungl. Vasaorden, 28 januari 1821.
- Riddare av Kungl. Nordstjärneorden, 29 april 1816.
- Svensksundsmedaljen i guld, 1790.